# Gynacantha mexicana
Gynacantha mexicana là loài chuồn chuồn trong họ Aeshnidae. Loài này được Selys mô tả khoa học đầu tiên năm 1868.